# Bledius
Bledius är ett släkte av skalbaggar som beskrevs av George Samouelle 1819. Bledius ingår i familjen kortvingar.

## Bildgalleri

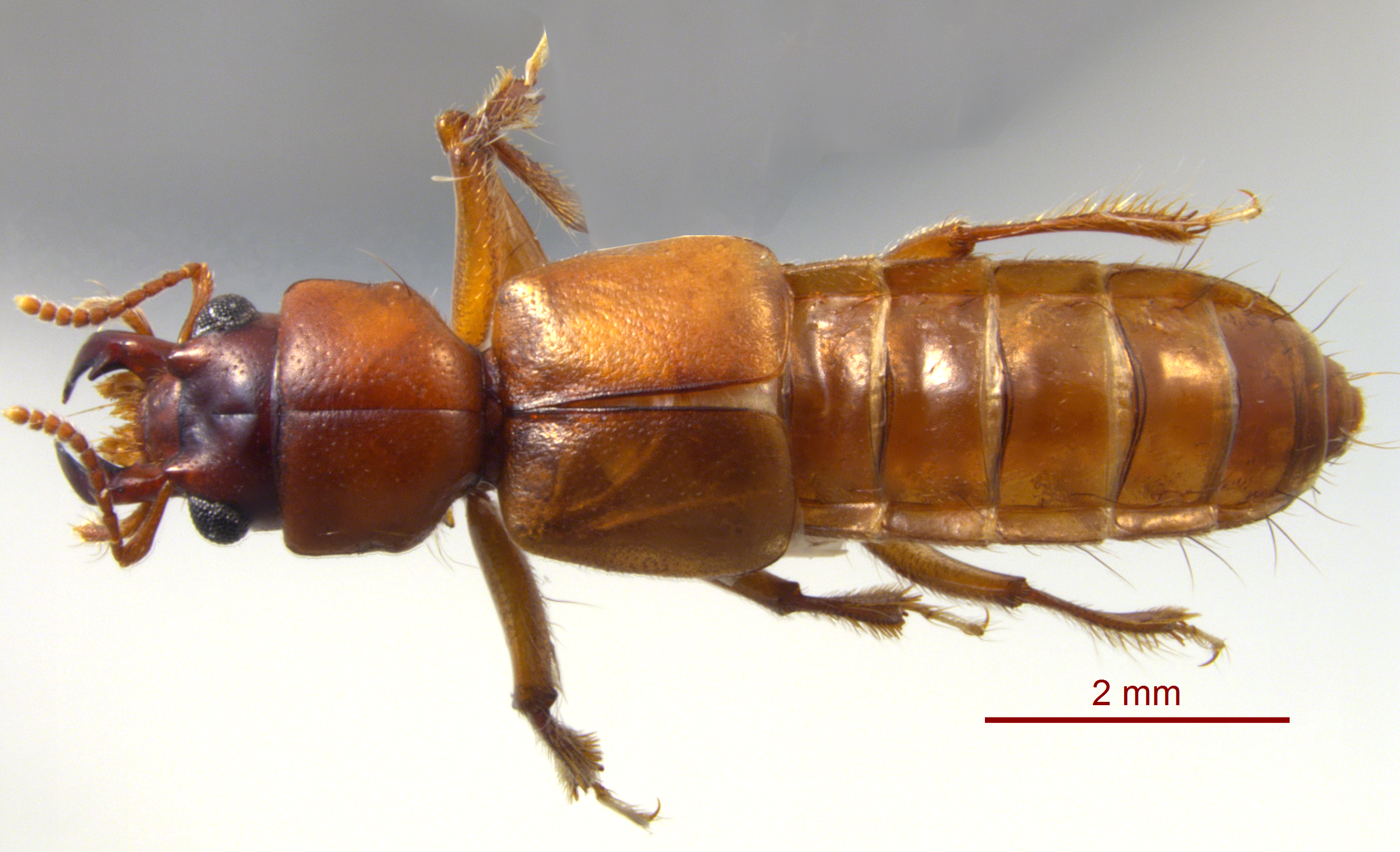
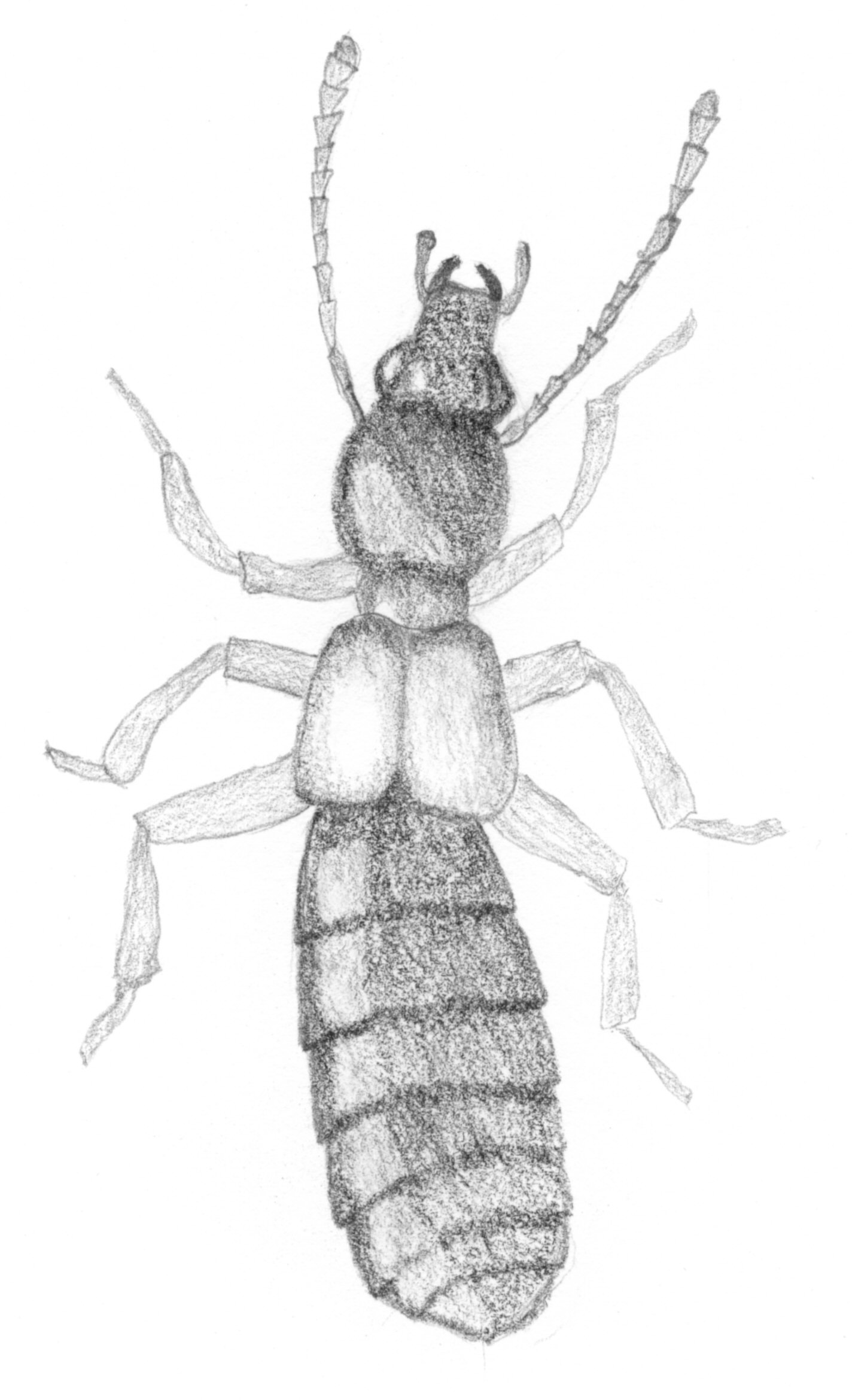

## Dottertaxa tillBledius, i alfabetisk ordning[1][2]
- Bledius actitus
- Bledius adamus
- Bledius albonotatus
- Bledius analis
- Bledius annae
- Bledius annularis
- Bledius aquilonarius
- Bledius arcticus
- Bledius assimilis
- Bledius atricapillus
- Bledius aurantius
- Bledius basalis
- Bledius baudii
- Bledius beattyi
- Bledius bellicus
- Bledius bernhaueri
- Bledius bicolor
- Bledius bicornis
- Bledius bosnicus
- Bledius breretoni
- Bledius caribbeanus
- Bledius cedarensis
- Bledius ceratus
- Bledius clarus
- Bledius cognatus
- Bledius condensus
- Bledius confusus
- Bledius consimilis
- Bledius cordatus
- Bledius coulteri
- Bledius cribricollis
- Bledius cubensis
- Bledius defensus
- Bledius denticollis
- Bledius diagonalis
- Bledius dimidiatus
- Bledius diota
- Bledius dissimilis
- Bledius emarginatus
- Bledius episcopalis
- Bledius erraticus
- Bledius eximius
- Bledius faecorum
- Bledius fasciatus
- Bledius femoralis
- Bledius fennicus
- Bledius fenyesi
- Bledius fergussoni
- Bledius ferratus
- Bledius filipes
- Bledius flavipennis
- Bledius foraminosus
- Bledius forcipatus
- Bledius fortis
- Bledius frater
- Bledius fumatus
- Bledius furcatus
- Bledius fuscipes
- Bledius gallicus
- Bledius gentilis
- Bledius glaciatus
- Bledius gracilis
- Bledius gravidus
- Bledius habrus
- Bledius honestus
- Bledius ineptus
- Bledius jacobinus
- Bledius jamaicensis
- Bledius jucundus
- Bledius kutsae
- Bledius laticollis
- Bledius lativentris
- Bledius limicola
- Bledius litoreus
- Bledius littoralis
- Bledius longipennis
- Bledius longulus
- Bledius mandibularis
- Bledius melanocephalus
- Bledius melanocolus
- Bledius monstratus
- Bledius monticola
- Bledius mysticus
- Bledius naius
- Bledius nanus
- Bledius nardus
- Bledius nebulosus
- Bledius neglectus
- Bledius newelli
- Bledius nitidiceps
- Bledius nitidicollis
- Bledius notialus
- Bledius occidentalis
- Bledius omega
- Bledius opacifrons
- Bledius opaculus
- Bledius opacus
- Bledius osborni
- Bledius pallipennis
- Bledius pallipes
- Bledius parvicollis
- Bledius persimilis
- Bledius philadelphicus
- Bledius phytosinus
- Bledius playanus
- Bledius politus
- Bledius poppiusi
- Bledius primitiarum
- Bledius procerulus
- Bledius punctatissimus
- Bledius pusillus
- Bledius pygmaeus
- Bledius rossicus
- Bledius rotundicollis
- Bledius rubiginosus
- Bledius ruficornis
- Bledius semiferrugineus
- Bledius sinuatus
- Bledius soli
- Bledius spectabilis
- Bledius stabilis
- Bledius strenuus
- Bledius subniger
- Bledius subterraneus
- Bledius susae
- Bledius suturalis
- Bledius tallaci
- Bledius talpa
- Bledius tarandus
- Bledius tau
- Bledius terebrans
- Bledius thinopus
- Bledius tibialis
- Bledius tricornis
- Bledius turbulentus
- Bledius turgidus
- Bledius washingtonensis
- Bledius venus
- Bledius vilis
- Bledius villosus
- Bledius viriosus
- Bledius wudus
- Bledius zophus